# Hikmat Mirzayev
Hikmat Izzat oglu Mirzayev (em azeri:  Hikmət İzzət oğlu Mirzəyev) é um oficial militar azerbaijano. É tenente-general das Forças Armadas do Azerbaijão e comandante das Forças Especiais. Ele havia participado dos confrontos de Alto Carabaque em 2016, bem como na guerra de 2020 no Alto Carabaque. Ele liderou as forças do Azerbaijão na Batalha de Shusha em 2020. Ele recebeu o título de Herói da Guerra Patriótica.

## Biografia
Mirzayev nasceu no distrito de Bilasuvar, no Azerbaijão. Em 19 de janeiro de 2002, por decreto do presidente Heydar Aliyev, Mirzayev foi premiado com o posto de tenente-coronel. Em 29 de abril de 2015, como comandante das Forças Especiais, Major General Mirzayev, participou da cerimônia de entrega das bandeiras de batalha às unidades militares recém-criadas das Forças Especiais do Azerbaijão. Ele liderou as Forças Especiais do Azerbaijão durante os confrontos de abril de 2016 em Nagorno-Karabakh.
Em 4 de outubro de 2020, o presidente Ilham Aliyev parabenizou Mirzayev, bem como o major-general Mais Barkhudarov, e o pessoal que lideraram na recaptura da cidade de Jabrayil e nove aldeias do distrito de Jabrayil. Em 17 de outubro, por decreto do presidente Aliyev, Mirzayev foi premiado com o posto de tenente-general. Em 8 de novembro, Aliyev o felicitou pela recaptura de Shusha. Em 10 de dezembro, Mirzayev liderou os militares das Forças Especiais do Ministério da Defesa que marcharam no Desfile da Vitória em Bacu.
Em 11 de janeiro de 2024, o vice-ministro da Defesa da República do Azerbaijão foi nomeado comandante das Forças Terrestres.